# Mercurino Gattinara
Le marquis Mercurino Arborio di Gattinara (né à Gattinara le 10 juin 1465 et mort le 5 juin 1530 à Innsbruck) est un juriste et homme d'État italien qui a été Grand Chancelier de l'empereur Charles Quint.

## Origine
Gattinara descend d'une famille désargentée de la petite noblesse. Il se marie avec Andreetta Avogadro qui lui finance ses études de droit à l'université de Turin. Il commence par la suite à travailler comme avocat en Savoie.

## Carrière
Sa carrière politique commence en tant que conseiller juridique du duc Philibert II de Savoie. En 1501, Philibert épouse en secondes noces Marguerite d'Autriche, la seule fille légitime du futur empereur du Saint-Empire Maximilien Ier et marraine du futur empereur Charles Quint. Gattinara devient le conseiller juridique de Marguerite d'Autriche qu'il suit aux Pays-Bas lors de la mort de Philibert II. Il s'occupe alors particulièrement des biens héritées en tant que veuve et du comté de Bresse. 
En 1508, il est nommé dans le même temps président de la cour de justice de Dole alors siège du parlement de Franche-Comté. Entre-temps, Gattinara est toujours au service de Marguerite d'Autriche devenue gouvernante générale des Pays-Bas et Maximilien Ier le nomme ambassadeur à la cour d'Espagne et à la cour de France. Il participe à l'élaboration du traité de Cambrai en 1508.
Dans l'intervalle, il entame des négociations qui aboutiront ensuite à la formation de la Ligue de Cambrai. En 1509, l'empereur nomme Gattinara ambassadeur auprès du roi Louis XII dans le but d'amener ce dernier à trouver un accord avec l'empereur et avec le roi Ferdinand Ier d'Aragon pour la succession au trône de Castille de son neveu Charles. L'accord est signé en octobre de ce même 1509 à Blois et Gattinara revient à Dôle en 1510 pour reprendre ses fonctions de président du parlement de la Bourgogne comtale (= Franche-Comté), mais en mai suivant, par mandat impérial, il retourne en Espagne pour accélérer la mise en œuvre des accords de Blois et en septembre: le pacte fut reconnu par les Cortès de Castille. En 1511, Mercurino Gattinara revient en Bourgogne (ducale, en l'occurrence) où il s'installe en permanence en achetant le château et le fief de [Chevigny (dans le jura). Malgré sa proximité avec la politique dite bourguignonne, Gattinara n'est pas particulièrement apprécié par la population pour son administration restrictive, et il doit faire face à de nombreux litiges judiciaires concernant également la propriété de son château.
En 1516, Gattinara, épuisé et en colère, se retire à la chartreuse de Scheut, pour accomplir un vœu qu'il avait fait, et là il a le temps de se détendre et d'écrire un opuscule dédié au jeune Charles, dans laquelle il présente sa théorie sur la monarchie universelle qui inspire alors le souverain sur le trône impérial. La même année, le roi Ferdinand Ier d'Aragon meurt et Charles devient roi de Castille-et-Aragon sous le nom de Charles Ier.
En 1517, il perd son long combat contre la noblesse de Franche-Comté et doit démissionner de ses fonctions. C'est là que son ressentiment contre la noblesse trouve ses racines, et cette défaite influence fortement sa politique anti-féodale et hégémonique ainsi que l'idée de la monarchie universelle en faveur de Charles Quint. En 1518, Gattinara est nommé Grand Chancelier de tous les pays et tous les royaumes. Lorsque Guillaume de Croÿ meurt, Gattinara devient le conseiller le plus influent du roi. 
En tant qu'homme attaché aux idées d'Érasme, Gattinara est un idéaliste, mais il suit toutefois des stratégies réalistes. Gattinara contribue alors à changer la conception de l'Empire qu'a Charles Quint. Il passe des racines dynastiques ancrées en Bourgogne et d'une théorie politique séculaire dominante à l'époque en Espagne à une représentation chrétienne et humaniste de l'Empire. Ses idées d'une monarchie universelle se retrouvent alors à l'opposé des théories des États-Nations qui font alors leur apparition. 
Dans sa fonction de chancelier, Gattinara pousse Charles Quint à construire un empire dynastique ayant pour but une domination sur le monde (Dominium Mundi). Gattinara se fait le représentant d'un impérialisme chrétien basé sur une chrétienté unie ayant pour but d'amener les protestants, les Turcs et ceux qui ne croient pas à rejoindre le nouveau monde de l'Église catholique. Sa théorie cherche l'équilibre entre les différentes nations chrétiennes et les exigences liées à la construction d'un empire universel. Son action est de fait davantage orientée vers des conceptions médiévales que modernes. Il propage alors ses idées auprès de Charles Quint et des autres membres importants du gouvernement grâce à de nombreux mémoires.
Le programme de Gattinara semble être le seul à satisfaire la soif de domination de Charles Quint et, dans le même temps, à correspondre idéologiquement à ce dernier. C'est largement à Gattinara qu'on doit le fait que l'empire universel espagnol ait atteint son expansion maximale sous Charles Quint, même s'il montre dans le même temps les premiers signes de déclin, ce qui est surtout dû à des causes intérieures. On ne parvient alors ni à équilibrer structurellement les différentes parties de l'empire de Charles Quint ni à produire les ressources économiques indispensables au programme. En fin de compte, cette politique démesurée mène à la banqueroute de l'État.
En 1529, Gattinara, devenu veuf, est nommé cardinal diacre (laïc) par Clément VII. Il rédige alors son autobiographie.

## Œuvres
- (la) Carlo Bornate (éd.): Historia vite et gestorum per dominum magnum Cancellarium (Mercurino Arborio di Gattinara) con note, aggiunte e documenti [da] Carlo Bornate, in : Miscellanea di storia italiana. 3. Ser. Volume. 17. Fratelli Bocca Librai di S.M., 1915, p. 231-585. [Autobiographie de Mercurino Arborio di Gattinara]